# Premio de Periodismo Cirilo Rodríguez
El Premio de Periodismo Cirilo Rodríguez es un galardón otorgado anualmente por la Asociación de la Prensa de Segovia (APS), España, en colaboración con la Federación de Asociaciones de Periodistas de España (FAPE), que «está destinado a reconocer públicamente la mejor labor de un corresponsal o enviado especial de un medio español en el extranjero» durante el periodo anual a que haga referencia la convocatoria, y donde, también, el jurado «puede contemplar la trayectoria del candidato» a lo largo de su carrera profesional.
Es considerado uno de los premios de periodismo más prestigiosos de España en su modalidad,
creado en honor del periodista, Cirilo Rodríguez, y que se celebra de forma ininterrumpida desde su creación en 1983. Forman parte del jurado los presidentes de APS y FAPE, el director de Radio Segovia, así como quien hubiera recibido el premio en la última edición. También forman parte del jurado periodistas y empresas de comunicación y está financiado por las instituciones públicas de Segovia y su provincia, entre otros. Durante los últimos años, los galardonados han sido recibidos por los Príncipes de Asturias en audiencia y la princesa, Letizia Ortiz, ha aceptado la presidencia de honor del premio. Entre los premiados a lo largo de los años se encuentran destacados periodistas como Rosa María Calaf, Manu Leguineche, primer premiado en 1983 o Felipe Sahagún, entre otros. La última premiada por su trabajo en 2012 fue la periodista Mònica Bernabé, del diario El Mundo, por su cobertura de la guerra de Afganistán.

## Galardonados
Relación de galardonados por año de convocatoria:
| - 2024 - Luis de Vega - 2023 - - 2022 - - 2021 - Mavi Doñate - 2020 - - 2019 - - 2018 - Javier Martín - 2017 - Cristina Sánchez - 2016 - Mónica García Prieto - 2015 - Juan Pedro Quiñonero - 2014 - Íñigo Domínguez - 2013 - Marc Marginedas - 2012 - Mònica Bernabé - 2011 - Enrique Ibáñez - 2010 - Eugenio García Gascón - 2009 - Soledad Gallego-Díaz - 2008 - Joaquim Ibarz - 2007 - Javier del Pino - 2006 - Rosa María Calaf - 2005 - Enric González - 2004 - Javier Espinosa - 2003 - Tomás Alcoverro - 2002 - Juan Cierco | - 2001 - Ramón Lobo - 2000 - Fran Sevilla - 1999 - Evaristo Canete - 1998 - Vicente Romero Ramírez - 1997 - Juan Fernández Elorriaga - 1996 - Pilar Bonet - 1995 - Gervasio Sánchez - 1994 - Ferrán Sales - 1993 - Román Orozco - 1992 - Equipo de corresponsales de Televisión Española en la guerra de Yugoslavia (1992) - 1991 - Juan Jesús Aznárez - 1990 - Beatriz Iraburu - 1989 - Hermann Tertsch - 1988 - Javier Martín Domínguez - 1987 - José Virgilio Colchero - 1986 - Felipe Sahagún - 1985 - Diego Carcedo - 1984 - Manu Leguineche |